# Гавсарь
Гавсарь — деревня в Суховском сельском поселении Кировского района Ленинградской области.

## История
Впервые упоминается в Писцовой книге Водской пятины 1500 года как деревня Гавсарь в Пречистенском Городенском погосте Ладожского уезда.
Затем как вотчинное сельцо Гавсарь, «а в нем храм Фрол и Лавер», упоминается в Дозорной книге Водской пятины Корельской половины 1612 года.
На карте Санкт-Петербургской губернии Ф. Ф. Шуберта 1834 года обозначен Погост Гавсарской и деревня Гавсар, состоящая из 42 крестьянских дворов.

ГАВСАРЬ — деревня принадлежит Казённому ведомству, число жителей по ревизии: 96 м. п., 80 ж. п. (1838 год)

Согласно карте профессора С. С. Куторги 1852 года деревня называлась Гавсар и состояла из 42 дворов, рядом с ней находился погост Гавсарский.

ГАВРАР — деревня Ведомства государственного имущества, по просёлочной дороге, число дворов неизвестно, т.к. по случаю истребления пожаром строятся, число душ — 92 м. п. (1856 год)

ГАВСАРЬ — деревня владельческая при реке Кобоне, число дворов — 40, число жителей: 88 м. п., 112 ж. п.

ГАВСАРСКИЙ — погост при реке Кобоне, число дворов — 3, число жителей: 6 м. п., 6 ж. п.; Церковь православная. Сельское училище. (1862 год)

Сборник Центрального статистического комитета описывал деревню так:

ГАВСАР (ГАВСАРЫ) — село бывшее государственное при речке Кобоне, дворов — 45, жителей — 245.

Волостное правление, церковь православная, школа, 2 лавки, постоялый двор. (1885 год)

В конце XIX века деревня административно относилась к Гавсарской волости 1-го стана Новоладожского уезда Санкт-Петербургской губернии, в начале XX века — 4-го стана.
По данным «Памятной книжки Санкт-Петербургской губернии» за 1905 год в Гавсарском сельском обществе Гавсарской волости находились: село Гавсар (Гавсары), погост Гавсарский и деревня Гавсарский-Остров.
Согласно военно-топографической карте Петроградской и Новгородской губерний издания 1915 года деревня называлась Гавсар. Рядом с деревней обозначен Погост Гавсар.
С 1917 по 1923 год деревня Гавсарь входила в состав Гавсарского сельсовета Гавсарской волости Новоладожского уезда.
С 1923 года в составе Шумской волости Волховского уезда. В 1923 году население деревни Гавсарь составляло 311 человек.
Согласно данным переписи населения СССР 1926 года в деревне Гавсарь проживали 298 человек — все русские.
С 1927 года в составе Мгинского района.
По данным 1933 года деревня Гавсарь являлась административным центром Гавсарского сельсовета Мгинского района, в который входили 6 населённых пунктов, деревни: Гавсарь, Загорок, Маруя, Остров, Сандала, Чулково, общей численностью 950 человек.
По данным 1936 года деревня называлась Гавсар, в состав Гавсарского сельсовета входили 6 населённых пунктов, 236 хозяйств и 4 колхоза.

План деревни Гавсарь. 1941 год

Согласно топографической карте РККА 1941 года деревня насчитывала 66 дворов. В деревне находился сельсовет.
С 1954 года в составе Выставского сельсовета.
С 1960 года в составе Волховского района.
В 1961 году население деревни Гавсарь составляло 152 человека.
По данным 1966 и 1973 годов деревня Гавсарь также находилась в подчинении Выставского сельсовета Волховского района.
По данным 1990 года деревня Гавсарь входила в состав Суховского сельсовета Кировского района.
В 1997 году в деревне Гавсарь Суховской проживали 28 человек, в 2002 году — 23 человека (русские — 96 %).
В 2007 году в деревне Гавсарь Суховского СП — 15.

## География
Деревня расположена в северо-восточной части района на автодороге 41К-119 (Дусьево — Остров), к востоку от центра поселения, деревни Сухое.
Расстояние до административного центра поселения — 4 км.
Расстояние до ближайшей железнодорожной станции Войбокало — 23 км.
Деревня находится на правом берегу реки Кобона.

## Демография
| 1862 | 2007 | 2010 | 2017 |
| ---- | ---- | ---- | ---- |
| 200  | ↘15  | ↘13  | ↘10  |